# ゆめタウン大竹
ゆめタウン大竹（ゆめタウンおおたけ）は、広島県大竹市にある、株式会社イズミが運営するショッピングセンターである。大竹市内唯一のショッピングセンター。

## 館内
ゆめタウン直営の食品館や、38の専門店で構成されている。

### 構造
- 1階屋外 駐車場・味わい多彩なレストランが揃う「グルメ」のフロア。
- 1階 新鮮・健康・安全にこだわった食材から雑貨まで幅広く揃った「食」と「美」のフロア。
- 2階 上質なインポートショップやおしゃれ心くすぐるスタイルが揃う「ファッション」のフロア。
- 3階 駐車場
- 屋上 駐車場

## 増床計画
2010年春完成を目指す、増床計画があったが中止となった。

## アクセス

### 自家用車
- 国道2号からすぐ
- 山陽自動車道（広島岩国道路） 大竹インターチェンジ

### 公共交通機関
- こいこいバスゆめタウン停留所下車
山陽本線玖波駅から無料送迎バスを運行していたが2015年10月31日をもって終了となった。

## 周辺施設
下記4店は当店の敷地内、あるいは当店に隣接する場所に存在している。
- エディオンゆめタウン大竹店　(開業-2012年9月15日までデオデオゆめタウン大竹店として営業)
- ウィル（衣料品専門店）
- グリーンオアシス ゆめタウン大竹店
- ペットショップCOO&RIKU大竹店
- ドラッグストアコスモス大竹晴海店　※2024年開店

以下の施設は当店の敷地内に存在したが、閉店した。
- 西村ジョイ→ジョイPro
- リカープラザ ファーストゆめタウン大竹店

以下は近隣に存在する店舗、または公共施設。
- トライアル大竹店
- コメリパワー大竹店
- 下瀬美術館
- 晴海臨海公園
- 大竹市役所
- 大竹港